# Nae Udaka
 (juillet 2025).
Si vous disposez d'ouvrages ou d'articles de référence ou si vous connaissez des sites web de qualité traitant du thème abordé ici, merci de compléter l'article en donnant les références utiles à sa vérifiabilité et en les liant à la section « Notes et références ».
Nae Udaka (宇高 菜絵, Udaka Nae), née le 6 mars 1985, est une judokate japonaise en activité évoluant dans la catégorie des moins de 57 kg.

## Biographie
Aux Championnats du monde de judo 2014 à Tcheliabinsk, elle remporte la médaille d'or en poids légers (-57 kg) en battant en finale la Portugaise Telma Monteiro.

## Palmarès
| Année | Compétition           | Lieu         | Résultat | Catégorie      |
| ----- | --------------------- | ------------ | -------- | -------------- |
| 2014  | Championnats du monde | Tcheliabinsk | 1re      | Moins de 57 kg |